# خانه ایوبی
خانه ایوبی مربوط به دوره صفوی است و در اصفهان، خیابان حکیم نظامی، کوچه جنت، جنب خانه استپانیان واقع شده و این اثر در تاریخ ۲۵ اسفند ۱۳۸۰ با شمارهٔ ثبت ۵۴۴۳ به‌عنوان یکی از آثار ملی ایران به ثبت رسیده است.